# Мітинг в Кишиневі 27 серпня 1989

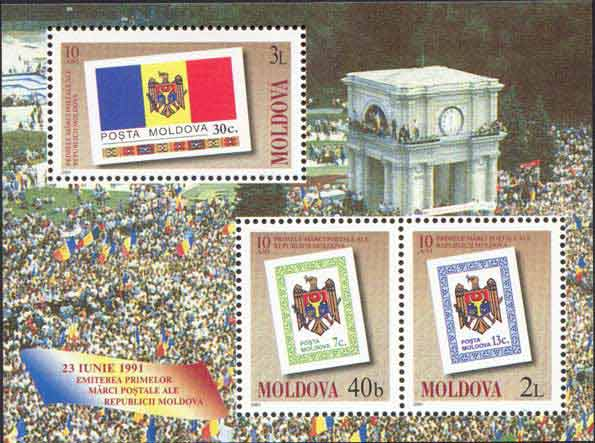
Поштова марка на вшанування Великої Національної асамблеї 27 серпня 1989

Мітинг в Кишиневі 27 серпня 1989 більш відомий як Великі Національні збори (рум. Marea Adunare Națională) відбувся на площі Перемоги в Кишиневі (нині площа Великої Національної асамблеї), в контексті руху національного відродження кінця 1980-х років у Молдавській РСР.
Участь у цьому мітингу взяло, за різними оцінками, від 300 тисяч до 750 000 осіб (близько 1/6 тодішнього населення республіки).
Під час зустрічі було запропоновано оголосити румунську мову державною мовою в Молдавській РСР, а також перехід мови до латиниці.

### Відеозаписи Великої Національної асамблеї
- Marea Adunare Națională de la 27 august 1989, частина 1 [Архівовано 27 травня 2020 у Wayback Machine.]
- Marea Adunare Națională de la 27 august 1989, частина 2 [Архівовано 26 вересня 2021 у Wayback Machine.]
- Marea Adunare Națională de la 27 august 1989, частина 3 [Архівовано 15 лютого 2021 у Wayback Machine.]
- Marea Adunare Națională de la 27 august 1989, частина 4 [Архівовано 17 лютого 2021 у Wayback Machine.]

### Наслідки
Під впливом Великої Національної асамблеї через два дні 29 серпня 1989 року, розпочалася 13 сесія Верховної Ради Молдавської РСР, яка тривала до 1 вересня. В результаті напружених дебатів з опонентами у Верховній Раді румуномовним депутатам вдалося нав'язати[що?] румунську мову як державну мову та прийняти латинську абетку. Найгостріші дискусії відбулися 31 серпня, коли також було проголосовано більшість законодавчих актів про державну мову та абетку. Після цього 31 серпня було оголошено державним святом у Республіці Молдова - Національним Днем мови.
Декларація незалежності Молдови була ухвалена в день другої річниці Великої Національної асамблеї - 27 серпня 1991.